# Mikhaïl Ianchine
Mikhaïl Mikhaïlovitch Ianchine (en russe : Михаи́л Миха́йлович Я́ншин), né le 2 novembre 1902 à Ioukhnov (Empire russe) et mort le 17 juillet 1976 à Moscou, est un acteur de théâtre et cinéma, et metteur en scène soviétique.

## Biographie
Dans sa jeunesse, Mikhaïl Ianchine travaille comme charpentier. Il s'engage dans l'Armée rouge en 1919, lors de la guerre civile russe. En 1922, il est admis dans la deuxième école d'art dramatique du Théâtre d'art de Moscou. Sa carrière sur scène commence en 1924, au Théâtre d'art de Moscou, le théâtre auquel il restera fidèle toute sa vie. Il collabore aussi en tant que metteur en scène avec le théâtre de l'Armée rouge, le théâtre de la Satire, le théâtre Romen et le théâtre Stanislavski.
Il a beaucoup travaillé dans le doublage de films d'animation, notamment ceux réalisés par Valentina et Zinaïda Brumberg,.
On lui confère le titre de Artiste du peuple de l'URSS en 1955. En 1975, il reçoit le Prix d'État de l'URSS, pour le rôle de Mamaïev dans la pièce Même le plus sage se trompe d'Alexandre Ostrovski et pour le rôle d'Abel dans la pièce Solo pour horloge et carillon d'Osvald Zahradník.
Mikhaïl Ianchine est enterré au cimetière de Novodevitchi.

## Filmographie sélective
- 1930 : La Fête de saint Jorgen (Праздник святого Йоргена, Prazdnik sviatogo Yorgena) de Yakov Protazanov : épisode
- 1933 : Okraïna (Окраина) de Boris Barnet : soldat
- 1934 : Le Lieutenant Kijé (Поручик Киже) d'Alexandre Feinzimmer : Paul Ier
- 1936 : Détenus (Заключённые, Zakliuchonnye) d'Ievgueni Tcherviakov : Max
- 1936 : L'Homme à la carabine (Chelovek s ruzhyom) de Sergueï Ioutkevitch : officier
- 1946 : Glinka (Глинка) de Leo Arnchtam : Piotr Viazemski
- 1950 : Mission secrète (Секретная миссия) de Mikhaïl Romm : Schultz
- 1951 : L'Inoubliable 1919 (Глинка) de Leo Arnchtam :
- 1953 : Bezzakonie (d'après la nouvelle de Tchekhov) (Беззаконие) de Constantin Youdine : Migouïev
- 1955 : La Nuit des rois (Двенадцатая ночь) de Yan Frid : Sir Toby
- 1964 : Morozko (Nezabyvaemy 1919) de Alexandre Rou : colonel Boutkevitch

### Doublage
- 1945 : La Dépêche disparue (Пропавшая грамота) de Valentina et Zinaida Brumberg : Vassili
- 1948 : Fedia Zaïtsev (Федя Зайцев) de Valentina et Zinaida Brumberg : petit bonhomme

## Metteur en scène
Théâtre de l'Armée rouge
- 1931 : Mstislav Udaloy (Мстислав Удалой) de Iosif Prut, mise en scène avec Iouri Zavadski

Théâtre de la Satire
- 1937 : Petits atouts (Мелкие козыри) de Viktor Ardov

Théâtre Romen
- Noces de sang de Federico García Lorca
- La Savetière prodigieuse de Federico García Lorca
- Personnages de Mikhaïl Svetlov
- À votre bonheur d'Ivan Rom-Lebedev
- Les Tsiganes de Alexandre Pouchkine
- Makar Tchoudra de Maxime Gorki
- Camille de Carlo Goldoni
- Poème héroïque d'Ivan Rom-Lebedev

Théâtre Stanislavski
- 1950 : Lebiajie de Dmitri Deviatov
- 1951 : Griboïedov de Sergueï Ermolinski

## Décorations
- Ordre de l'Insigne d'honneur (1937)
- ordre de Lénine (1948, 1972)
- ordre du Drapeau rouge du Travail (1971)